# Boguty-Milczki
Boguty-Milczki – wieś sołeckaw Polsce położona w województwie mazowieckim, w powiecie ostrowskim, w gminie Boguty-Pianki. Obok miejscowości przepływa rzeczka Pukawka, dopływ Bugu.
W skład sołectwa Boguty-Milczki wchodzi także Drewnowo-Dmoszki, które jest częścią wsi Złotki.
W latach 1975–1998 miejscowość administracyjnie należała do województwa łomżyńskiego.
Wierni kościoła rzymskokatolickiego należą do parafii Wszystkich Świętych w Bogutach-Piankach.

## Historia wsi
Na początku XIX w. wieś była częścią tzw. okolicy szlacheckiej Boguty, powstałej na początku XV w. w dawnej Ziemi nurskiej. Zasiedlona przez Boguckich herbu Pobóg.
Pod koniec wieku XIX w powiecie ostrowskim, gmina Kamieńczyk Wielki, parafia Boguty. Okolicę Boguty tworzyły wtedy:
- Boguty-Augustyny
- Boguty Wielkie ze szkółką elementarną i urzędem gminnym
- Boguty-Żurawie liczące 92 mieszkańców
- Buguty-Leśne, folwark należący do szpitala w Ciechanowcu, 10 domów i 55 mieszkańców
- Boguty-Milczki
- Boguty-Pianki lub Kościelne, 2 domy i 29 mieszkańców
- Boguty-Probostwo, wieś powstała wskutek ukazu carskiego z roku 1864, z gruntów probostwa Boguty
- Boguty-Rubiesze
- Boguty-Cietrzewki
- Boguty-Stągiewki
- Boguty-Chruściele[9]